# Dicerorhinus sumatrensis harrissoni
Il rinoceronte del Borneo (Dicerorhinus sumatrensis harrissoni (Groves, 1965)), conosciuto anche come rinoceronte di Sumatra orientale, è una delle tre sottospecie di rinoceronte di Sumatra.

## Tassonomia
Il nome Dicerorhinus sumatrensis harrissoni è stato assegnato in onore dell'inglese Tom Harrisson, il quale ha lavorato esaustivamente in Borneo con propositi zoologici e antropologici durante gli anni sessanta.

## Descrizione
Il rinoceronte del Borneo è marcatamente più piccolo rispetto alle altre due sottospecie. Il peso di un individuo adulto è compreso tra i 600 e i 950 kg; l'altezza al garrese è circa 1-1,5 m e la lunghezza totale è di 2-3 m. Il rinoceronte del Borneo presenta una colorazione più scura rispetto a quella delle altre sottospecie di rinoceronte di Sumatra e il pelo nei cuccioli è molto più denso, ma tende a diventare più scarso con l'età. Questo rinoceronte ha le orecchie orlate di peli e rughe intorno agli occhi. Come il rinoceronte nero possiede labbra prensili; mentre le differenze con il rinoceronte di Sumatra occidentale sono principalmente genetiche.

## Distribuzione e habitat
L'areale storico ricopriva quasi l'intero Borneo, ma oggi è stato drasticamente ridotto. Un tempo l'intera popolazione conosciuta si trovava in Sabah principalmente nella riserva naturale di Tabin. Ad ogni modo oggi si crede che questa popolazione sia estinta. Un esemplare catturato recentemente e evidenze video da telecamere nascoste hanno confermato l'esistenza di una popolazione nel Kalimantan Orientale, che si crede sia l'ultima popolazione rimasta allo stato selvatico. Rapporti di animali avvistati in Sarawak non sono confermati.

## Biologia
Il rinoceronte del Borneo, come molti altri rinoceronti, è un animale solitario che vive nella densa foresta pluviale e nelle paludi. Questi animali mangiano circa 50 kg di vegetazione al giorno e acquisiscono i minerali da depositi di sale, sono ottimi nuotatori e riescono a manovrare bene nelle ripide pendenze. Segnano il proprio territorio con gli escrementi e piegando alberi sottili.

## Conservazione

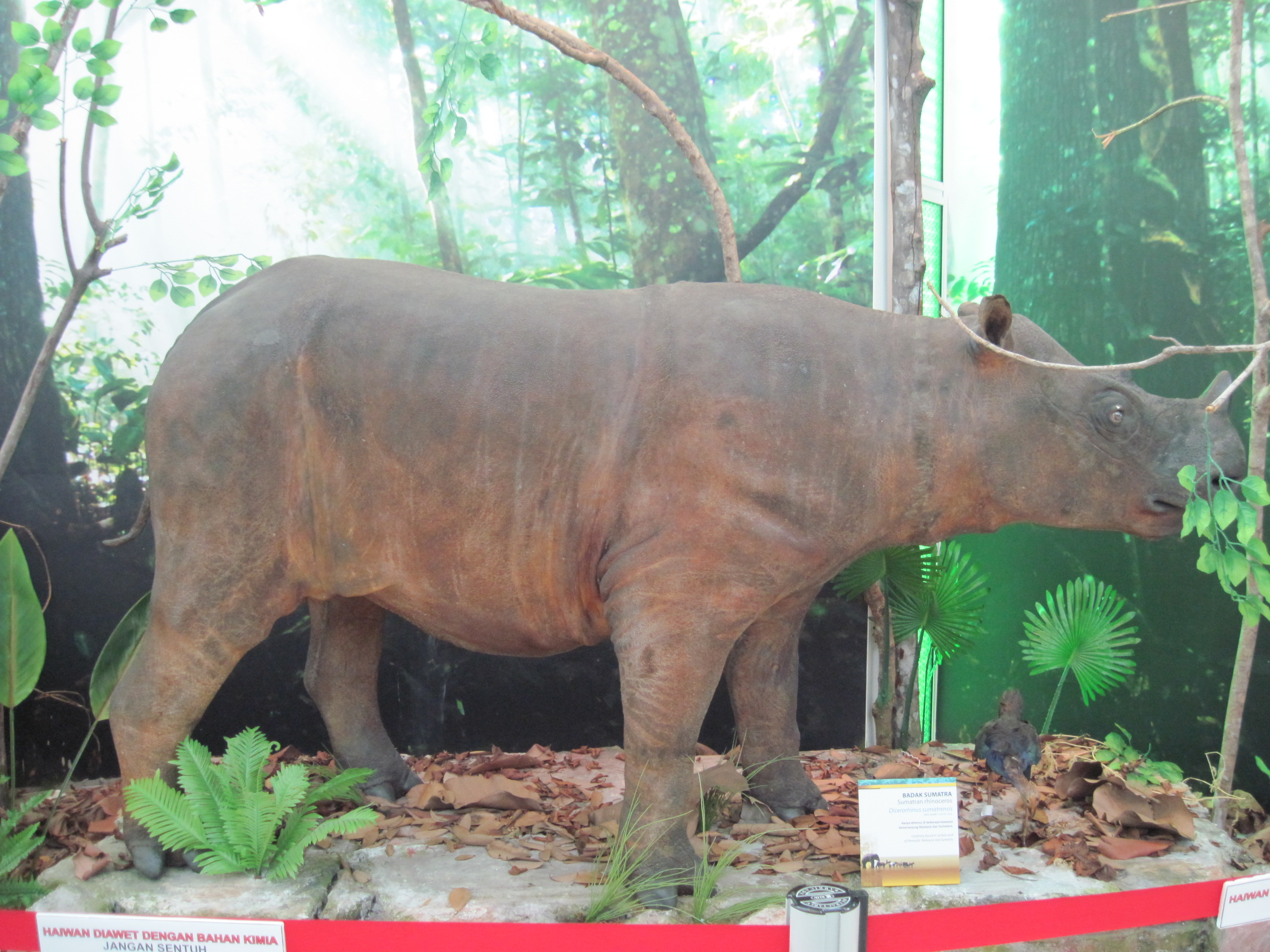
Esemplare impagliato

All'inizio del XX secolo i rinoceronti del Borneo erano comuni in tutto il loro areale, ma la popolazione è calata fino alla cifra attuale di 15 individui.
Questi animali sono gravemente minacciati dalla caccia, la perdita dell'habitat e per avere una piccola e frammentata popolazione.
Durante gli anni trenta una grande ondata di caccia da parte dei nativi, che in seguito esportavano le corna degli animali in Cina, ridusse notevolmente la popolazione di rinoceronte. Nella tradizione cinese si crede che le corna di rinoceronte abbiano poteri medicinali; nonostante molti studi abbiano provato che ciò è falso, il contrabbando di corna di rinoceronti ha continuato a decimare la popolazione di rinoceronti del Borneo. Utilizzando le strade secondarie costruite per raggiungere postazioni minerarie e luoghi di disboscamento i bracconieri sono facilitati nel rintracciare i rinoceronti, infatti i bracconieri sono uno dei più grandi pericoli per il rinoceronte del Borneo e per proteggere la popolazione rimanente nel novembre 2015 sono state aumentate le guardie forestali.
Dagli anni sessanta la deforestazione a grande scala per il consumo internazionale ha degradato notevolmente o in alcuni casi abbattuto buona parte della foresta pluviale del Borneo. Nel 2013 è stato scoperto che l'80% della foresta del Borneo malese è stata danneggiata dal disboscamento. Negli anni novanta l'olio di palma diventò una grande industria in Borneo, ciò ebbe una grande influenza nelle specie native, infatti molti animali possono sopravvivere in foreste semi disboscate, ma la piantagioni di palme da olio non possono sostenere popolazioni animali e ciò impedisce agli animali di continuare a vivere nei loro territori originari.
La distruzione dell'habitat e la caccia hanno rapidamente lasciato la popolazione di rinoceronte de Borneo troppo frammentata per la ripopolazione. Essendo animali estremamente timidi e solitari la frammentazione della popolazione rende quasi impossibile per questi animali trovare un partner per riprodursi; molti tra gli individui selvatici identificati lo scorso decennio erano molto distanti l'uno dall'altro, infatti si crede che i 15 individui rimanenti siano divisi in tre popolazioni isolate.
Nel 2008 è stato stimato che rimanessero circa 50 individui in Sabah, questa cifra calò fino a 10 nel 2013. Nell'aprile del 2015 il rinoceronte del Borneo è stato dichiarato estinto in Sabah e di conseguenza estinto in natura.
Nel 2013 un individuo fu identificato nel Kalimantan orientale tramite delle impronte e un'immagine scattata dalle fotocamere nascoste nella foresta, ma si pensò che si trattava di un individuo solitario e che la popolazione si era estinta, in seguito nel marzo 2016 fu annunciato che erano stati identificati quindici esemplari nella zona e allo stesso tempo dei ricercatori del World Wildlife Fund (WWF) avevano catturato un individuo. L'animale fu identificato come una femmina di età compresa tra i quattro e i cinque anni, questa scoperta provò che la sottospecie esisteva ancora in natura e che ce n'era un numero sufficiente da rendere possibile la ripopolazione. I ricercatori sperano di trovare almeno altri dieci individui.
Il WWF pianifica di creare un santuario dei rinoceronti del Borneo in 200 ha dei 4561 ha della foresta protetta del Kelian e portare li i rimanenti esemplari selvatici per creare una popolazione riproduttiva più grande. Una femmina di rinoceronte (chiamata Najaq) è stata catturata con questo proposito, morì a pochi giorni dalla cattura per un'infezione alla gamba, che si crede sia stata provocata da una ferita causata da trappole dei bracconieri.

### Cattività
Il rinoceronte del Borneo è estremamente raro in cattività, solo tre individui (un maschio e due femmine) vivono in queste condizioni nel Borneo Rhinoceros Sanctuary in Sabah. La possibilità di riproduzione in cattività è minacciata dall'incapacità degli esemplari in cattività di riprodursi, le due femmine non godono di una salute sufficiente da allevare cuccioli e il maschio ha una bassa produzione di sperma. Per salvare la sottospecie è stato proposto che una femmina di rinoceronte di Sumatra occidentale potrebbe essere usata per questo fine.